# Christoph von Baden (1477–1508)
Christoph von Baden (* 21. Juli 1477; † 29. März 1508 in  Durlach) war eines von 14 Kindern (neun Söhne, fünf Töchter) von Christoph I. und Ottilie von Katzenelnbogen. Er war badischer Titular-Markgraf und Domherr in Straßburg und Köln.
| Personendaten    | Personendaten                 |
| ---------------- | ----------------------------- |
| NAME             | Baden, Christoph von          |
| KURZBESCHREIBUNG | Domherr in Straßburg und Köln |
| GEBURTSDATUM     | 21. Juli 1477                 |
| STERBEDATUM      | 29. März 1508                 |
| STERBEORT        | Durlach                       |